# Mustafa Cebe
Mustafa Cebe (* 1965 in der Türkei) ist ein türkisch-deutscher Kinderbuchautor.

## Leben
Nach einem Studium der Betriebswirtschaftslehre hat Mustafa Cebe sich in Deutschland niedergelassen. Er ist verheiratet, hat eine Tochter und lebt mit seiner Familie in Duisburg. Cebe arbeitet für die dortige RAA, wo er u. a. im Bereich der Leseförderung tätig ist und Elternseminare für türkische Einwanderer veranstaltet. 2006 begann er seine Veröffentlichungstätigkeit als Kinderbuchautor. Seitdem erschienen jedes Jahr mehrere Bücher in deutscher Sprache und in zweisprachigen Ausgaben (deutsch-türkisch) von ihm. Die meist von Esin Sahin bebilderten Werke liegen zum Teil auch in weiteren Sprachausgaben vor.
Cebe hält zweisprachige Lesungen (deutsch-türkisch) für Kinder ab, zum Beispiel an Schulen.

## Werke
- Mit İbrahim Çayır: Schneeball. Wer bin ich? Ed. Lingua Mundi, Frankfurt am Main 2008, ISBN 978-3-940267-26-9.
- Der Rabe. E & Z Verlag, Duisburg 2017, ISBN 978-3-938573-65-5.
- Zwei Freunde. E & Z Verlag, Duisburg 2017, ISBN 978-3-938573-69-3.